# Pteromalidae
Pteromalidae vormen een familie van insecten die behoren tot de orde van de vliesvleugeligen (Hymenoptera). 

## Onderfamilies
- Asaphesinae
- Austrosystasinae
- Austroterobiinae
- Ceinae
- Cerocephalinae
- Chromeurytominae
- Cleonyminae
- Coelocybinae
- Colotrechninae
- Cratominae
- Diparinae
- Ditropinotellinae
- Elatoidinae
- Epichrysomallinae
- Erotolepsiinae
- Eunotinae
- Eutrichosomatinae
- Herbertiinae
- Keiraninae
- Leptofoeninae
- Louriciinae
- Macromesinae
- Miscogasterinae
- Nefoeninae
- Neodiparinae
- Ormocerinae
- Otitesellinae
- Panstenoninae
- Parasaphodinae
- Pireninae
- Pteromalinae
- Spalangiinae
- Storeyinae
- Sycoecinae
- Sycoryctinae

## Geslachten
(Indicatie van aantallen soorten per geslacht tussen haakjes)
- Ablaxia Delucchi, 1957 (11)
- Abomalus Boucek, 1993 (1)
- Acaenacis Girault, 1917 (3)
- Acerocephala Gahan, 1946 (3)
- Acoelocyba Boucek, 1988 (1)
- Acroclisella Girault, 1915 (2)
- Acroclisis Förster, 1878 (3)
- Acroclisissa Girault, 1933 (1)
- Acroclisoides Girault & Dodd, 1915 (14)
- Acroclypa Boucek, 1988 (1)
- Acrocormus Förster, 1856 (5)
- Aditrochus Rübsaamen, 1902 (5)
- Adiyodiella Priyadarsanan, 2000 (1)
- Aepocerus Mayr, 1885 (13)
- Aeschylia Girault, 1929 (3)
- Afropsilocera Boucek, 1976 (1)
- Agamerion Haliday, 1844 (10)
- Aggelma Delucchi, 1956 (4)
- Agiommatus Crawford, 1911 (9)
- Agrilocida Steffan, 1964 (1)
- Aiemea Boucek, 1988 (3)
- Alticornis Boucek, 1993 (2)
- Alyxiaphagus Riek, 1962 (1)
- Allocricellius Yang, 1996 (3)
- Alloderma Ashmead, 1904 (1)
- Amandia Graham, 1984 (1)
- Amazonisca Hedqvist, 1959 (1)
- Amblyharma Huang & Tong, 1993 (1)
- Amblypachus De Santis, 1964 (1)
- Ambogaster Heydon, 2005 (2)
- Amerostenus Girault, 1913 (6)
- Ammeia Delucchi, 1962 (1)
- Amoturella Girault, 1913 (1)
- Amphidocius Dzhanokmen, 1974 (2)
- Andersena Boucek, 1993 (1)
- Angulifrons Xiao & Huang, 2001 (1)
- Anisopteromalus Ruschka, 1912 (7)
- Ankaratrella Risbec, 1952 (1)
- Anogmoides Askew, 1970 (1)
- Anogmus Förster, 1856 (12)
- Anorbanus Boucek, 1991 (1)
- Apelioma Delucchi, 1956 (2)
- Aphobetus Howard, 1896 (10)
- Apocrypta Coquerel, 1855 (27)
- Apsilocera Boucek, 1956 (5)
- Apycnetron Boucek, 1988 (1)
- Arachnopteromalus Gordh, 1976 (1)
- Arachonia Joseph, 1957 (2)
- Ardilea Graham, 1959 (1)
- Arriva Boucek, 1993 (1)
- Arthrolytus Thomson, 1878 (12)
- Asaphes Walker, 1834 (15)
- Asaphoideus Girault, 1913 (1)
- Asparagobius Mayr, 1905 (1)
- Atrichomalus Graham, 1956 (1)
- Ausasaphes Boucek, 1988 (3)
- Australeunotus Girault, 1922 (1)
- Australicesa Koçak & Kemal, 2008 (1)
- Australurios Girault, 1926 (1)
- Austrosystasis Girault, 1924 (1)
- Austroterobia Girault, 1938 (3)
- Bairamlia Waterston, 1929 (1)
- Balrogia Hedqvist, 1977 (1)
- Baridobius Heydon, 1994 (1)
- Blascoa Askew, 1997 (1)
- Bofuria Hedqvist, 1978 (2)
- Boharticus Grissell, 1983 (4)
- Bohpa Darling, 1991 (1)
- Bomburia Hedqvist, 1978 (1)
- Bonitoa Boucek, 1993 (1)
- Bouceka Koçak & Kemal, 2008 (1)
- Boucekina Szelényi, 1974 (1)
- Boucekius Gibson, 2003 (1)
- Brachycaudonia Ashmead, 1904 (2)
- Brachyscelidiphaga Ashmead, 1900 (5)
- Bruesisca Hedqvist, 1961 (1)
- Bubekia Dalla Torre, 1897 (3)
- Bubekiana De Santis, 1964 (1)
- Bugacia Erdös, 1946 (3)
- Bupronotum Xiao & Huang, 2001 (1)
- Caenacis Förster, 1856 (7)
- Caenocrepis Thomson, 1878 (2)
- Calolelaps Timberlake, 1925 (2)
- Callicarolynia Heydon, 1989 (1)
- Callimerismus Graham, 1956 (2)
- Callimomoides Girault, 1926 (3)
- Calliprymna Graham, 1966 (1)
- Callitula Spinola, 1811 (38)
- Callocleonymus Masi, 1940 (8)
- Cameronella Dalla Torre, 1897 (7)
- Canada Koçak & Kemal, 2008 (1)
- Canberrana Boucek, 1988 (1)
- Capellia Delucchi, 1958 (6)
- Catolaccus Thomson, 1878 (15)
- Cavitas Xiao & Huang, 2001 (1)
- Cea Walker, 1837 (1)
- Cecidellis Hanson, 2005 (3)
- Cecidolampa Askew, 1975 (1)
- Cecidostiba Thomson, 1878 (9)
- Cecidoxenus Ashmead, 1904 (2)
- Cephaleta Motschulsky, 1859 (7)
- Ceratetra Dzhanokmen, 1974 (1)
- Cerocephala Westwood, 1832 (8)
- Cerodipara Desjardins, 2007 (1)
- Cleonymus Latreille, 1809 (41)
- Coelocyba Ashmead, 1900 (10)
- Coelocyboides Girault, 1913 (2)
- Coelopisthia Förster, 1856 (13)
- Colotrechnus Thomson, 1878 (6)
- Collentis Heydon, 1992 (2)
- Collessina Boucek, 1975 (1)
- Comptoniella Wiebes, 1992 (1)
- Conigastrus Boucek, 1993 (1)
- Conomorium Masi, 1924 (6)
- Conophorisca Hedqvist, 1969 (3)
- Cooloolana Boucek, 1988 (1)
- Coruna Walker, 1833 (2)
- Cratomus Dalman, 1820 (3)
- Critogaster Mayr, 1885 (6)
- Crossogaster Mayr, 1885 (16)
- Cryptoprymna Förster, 1856 (14)
- Cybopella Boucek, 1988 (2)
- Cyclogastrella Bukovskii, 1938 (8)
- Cyrtogaster Walker, 1833 (19)
- Cyrtophagoides Narendran, 2008 (1)
- Cyrtoptyx Delucchi, 1956 (9)
- Chadwickia Boucek, 1988 (1)
- Chalcedectus Walker, 1852 (20)
- Chalcidiscelis Ashmead, 1899 (1)
- Cheiropachus Westwood, 1829 (12)
- Chimaerolelaps Desjardins, 2007 (1)
- Chlorocytus Graham, 1956 (37)
- Choetospilisca Hedqvist, 1969 (3)
- Chromeurytoma Cameron, 1912 (14)
- Chrysoglyphe Ashmead, 1894 (3)
- Dasycleonymus Gibson, 2003 (1)
- Dasyneurophaga Hedqvist, 1957 (1)
- Delisleia Girault, 1936 (2)
- Delucchia Koçak & Kemal, 2009 (1)
- Desantisiana Neder de Román, 1999 (1)
- Diaziella Grandi, 1928 (14)
- Dibrachoides Kurdjumov, 1913 (3)
- Dibrachys Förster, 1856 (16)
- Diconocara Dzhanokmen, 1986 (1)
- Diglochis Förster, 1856 (5)
- Dimachus Thomson, 1878 (1)
- Dinarmoides Masi, 1924 (1)
- Dinarmolaelaps Masi, 1917 (2)
- Dinarmus Thomson, 1878 (24)
- Dineuticida Boucek, 1993 (1)
- Dinotiscus Ghesquière, 1946 (16)
- Dinotoides Boucek, 1957 (1)
- Diourbelia Risbec, 1951 (3)
- Dipachystigma Crawford, 1911 (2)
- Dipara Walker, 1833 (42)
- Dirhicnus Thomson, 1878 (3)
- Ditropinotella Girault, 1915 (3)
- Divna Boucek, 1988 (1)
- Dobunabaa Boucek, 1988 (1)
- Doddifoenus Boucek, 1988 (3)
- Doganlaria Koçak & Kemal, 2008 (1)
- Dorcatomophaga Kryger, 1951 (2)
- Dozodipara Desjardins, 2007 (1)
- Drailea Huang, 1992 (1)
- Dudichilla Szelényi, 1970 (1)
- Dvalinia Hedqvist, 1977 (2)
- Ecrizotes Förster, 1861 (4)
- Ecrizotomorpha Mani, 1939 (3)
- Elachertodomyia Girault, 1917 (1)
- Elachertoidea Girault, 1912 (1)
- Elatoides Nikol'skaya, 1952 (4)
- Elderia Hedqvist, 1977 (1)
- Encyrtocephalus Ashmead, 1900 (13)
- Endomychobius Ashmead, 1896 (2)
- Enoggera Girault, 1926 (5)
- Epanogmus Girault, 1920 (3)
- Epelatus Girault, 1928 (1)
- Epicatolaccus Blanchard, 1940 (1)
- Epicopterus Westwood, 1833 (2)
- Epipteromalus Ashmead, 1904 (2)
- Epistenia Westwood, 1832 (21)
- Epiterobia Girault, 1914 (3)
- Erdoesia Boucek, 1957 (1)
- Erdoesina Graham, 1957 (2)
- Erixestus Crawford, 1910 (3)
- Erotolepsia Howard, 1894 (1)
- Erotolepsiella Girault, 1915 (2)
- Errolia Boucek, 1988 (1)
- Erythromalus Graham, 1956 (3)
- Espinosa Gahan, 1947 (1)
- Eucoelocybomyia Girault, 1915 (1)
- Eujacobsonia Grandi, 1923 (2)
- Eulonchetron Graham, 1966 (2)
- Eumacepolus Graham, 1957 (7)
- Euneura Walker, 1844 (5)
- Eunotomyiia Girault, 1922 (1)
- Eunotopsia Boucek, 1988 (1)
- Eunotus Walker, 1834 (17)
- Eupelmophotismus Girault, 1920 (4)
- Eurydinota Förster, 1878 (2)
- Eurydinoteloides Girault, 1913 (4)
- Eurydinotomorpha Girault, 1915 (11)
- Eurytomomma Girault, 1920 (2)
- Eutelisca Hedqvist, 1968 (3)
- Euteloida Boucek, 1993 (2)
- Eutrichosoma Ashmead, 1899 (2)
- Ezgia Koçak & Kemal, 2008 (1)
- Fanamokala Risbec, 1960 (1)
- Fedelia Delucchi, 1962 (1)
- Ferrierelus Theobald, 1937 (1)
- Ficicola Heydon, 1992 (1)
- Fijita Boucek, 1988 (1)
- Frena Boucek, 1988 (2)
- Fusiterga Boucek, 1988 (2)
- Gahanisca Hedqvist, 1969 (1)
- Gastracanthus Westwood, 1833 (7)
- Gastrancistrus Westwood, 1833 (136)
- Gbelcia Boucek, 1961 (2)
- Genangula Boucek, 1988 (1)
- Globimesosoma Xiao & Hui, 2001 (1)
- Globonila Boucek, 1988 (1)
- Glorimontana Boucek, 1988 (1)
- Glyphognathus Graham, 1956 (6)
- Glyphotoma Cameron, 1912 (1)
- Gnathophorisca Hedqvist, 1969 (1)
- Goidanichium Boucek, 1970 (1)
- Golovissima Dzhanokmen, 1982 (1)
- Grandiana Wiebes, 1961 (3)
- Grasseiana Abdurahiman & Joseph, 1968 (3)
- Grissellium Boucek, 1993 (1)
- Grooca Sureshan & Narendran, 1997 (1)
- Guadalia Wiebes, 1967 (1)
- Guancheria Hedqvist, 1978 (1)
- Gugolzia Delucchi & Steffan, 1956 (4)
- Guinea Koçak & Kemal, 2008 (1)
- Guolina Heydon, 1994 (3)
- Gyrinophagus Ruschka, 1914 (3)
- Habritella Girault & Dodd, 1915 (1)
- Habritys Thomson, 1878 (3)
- Habromalina Dzhanokmen, 1977 (1)
- Hadroepistenia Gibson, 2003 (2)
- Haliplogeton De Santis, 1964 (2)
- Halomalus Erdös, 1953 (1)
- Halticoptera Spinola, 1811 (75)
- Halticopterella Girault & Dodd, 1915 (5)
- Halticopterina Erdös, 1946 (6)
- Halticopteroides Girault, 1913 (2)
- Hansonita Boucek, 1993 (1)
- Harrizia Delucchi, 1962 (1)
- Hedqvistia Gibson, 2003 (1)
- Hedqvistina Koçak, Hüseyinoglu & Kemal, 2008 (1)
- Helocasis Wallace, 1973 (1)
- Hemadas Crawford, 1909 (1)
- Hemitrichus Thomson, 1878 (4)
- Herbertia Howard, 1894 (8)
- Heterandrium Mayr, 1885 (10)
- Heteroprymna Graham, 1956 (1)
- Heteroschema Gahan, 1919 (3)
- Hetreulophus Girault, 1915 (3)
- Heydenia Förster, 1856 (18)
- Heydeniopsis Hedqvist, 1961 (1)
- Hillerita Boucek, 1988 (1)
- Hirtonila Boucek, 1988 (1)
- Hlavka Boucek, 1993 (1)
- Hobbya Delucchi, 1957 (1)
- Holcaeus Thomson, 1878 (21)
- Homoporus Thomson, 1878 (60)
- Hubena Boucek, 1988 (1)
- Huberina Boucek, 1993 (1)
- Hyperimerus Girault, 1917 (2)
- Hypopteromalus Ashmead, 1900 (5)
- Idioporus LaSalle & Polaszek, 1997 (1)
- Inkaka Girault, 1939 (2)
- Ischyroptyx Delucchi, 1956 (1)
- Ismaya Boucek, 1988 (1)
- Isocyrtella Risbec, 1955 (1)
- Isocyrtus Walker, 1833 (3)
- Isoplatoides Girault, 1913 (17)
- Jaliscoa Boucek, 1993 (1)
- Janssoniella Kerrich, 1957 (6)
- Kaleva Graham, 1957 (3)
- Kazina Boucek, 1993 (1)
- Keesia Mitroiu, 2011 (2)
- Keirana Boucek, 1988 (1)
- Kerya Boucek, 1988 (1)
- Klabonosa Boucek, 1976 (4)
- Kneva Boucek, 1988 (1)
- Kratinka Boucek, 1988 (1)
- Kratka Boucek, 1993 (1)
- Krivena Boucek, 1988 (1)
- Ksenoplata Boucek, 1965 (2)
- Kukua Boucek, 1993 (1)
- Kumarella Sureshan, 1999 (2)
- Laesthiola Boucek, 1993 (1)
- Lampoterma Graham, 1956 (4)
- Lamprotatus Westwood, 1833 (53)
- Lanthanomyia De Santis, 1967 (6)
- Lariophagus Crawford, 1909 (9)
- Lasallea Boucek, 1993 (1)
- Laticlypa Boucek, 1988 (1)
- Lelaps Walker, 1843 (44)
- Lelapsomorpha Girault, 1913 (2)
- Lenka Boucek, 1993 (1)
- Leodamus Masi, 1917 (1)
- Leptofoenus Smith, 1862 (6)
- Leptomeraporus Graham, 1957 (2)
- Licteria Risbec, 1955 (1)
- Liepara Boucek, 1988 (2)
- Lincolna Girault, 1940 (2)
- Lipothymus Grandi, 1922 (4)
- Lisseurytoma Cameron, 1913 (2)
- Lomonosoffiella Girault, 1913 (1)
- Lonchetron Graham, 1956 (2)
- Longinucha Boucek, 1988 (1)
- Lycisca Spinola, 1840 (11)
- Lyrcus Walker, 1842 (21)
- Lysirina Heydon, 1994 (1)
- Lyubana Boucek, 1915 (5)
- Macroglenes Westwood, 1832 (29)
- Macromesus Walker, 1848 (12)
- Makaronesa Graham, 1975 (6)
- Manineura Boucek, 1979 (1)

- Maorita Boucek, 1988 (1)
- Marginalia Priyadarsanan, 2000 (1)
- Marxiana Girault, 1932 (1)
- Mauleus Graham, 1981 (5)
- Mayrellus Crawford, 1910 (1)
- Mazinawa Boucek, 1993 (1)
- Megadicylus Girault, 1929 (1)
- Megamelanosoma Girault, 1928 (1)
- Melancistrus Graham, 1969 (3)
- Merallus Masi, 1917 (1)
- Meraporus Walker, 1834 (9)
- Merismoclea De Santis, 1966 (1)
- Merismomorpha Girault, 1913 (13)
- Merismus Walker, 1833 (10)
- Merisus Walker, 1834 (4)
- Mesamotura Girault, 1925 (4)
- Mesolelaps Ashmead, 1901 (1)
- Mesopeltita Ghesquière, 1946 (1)
- Mesopolobus Westwood, 1833 (120)
- Metacolus Förster, 1856 (6)
- Metastenus Walker, 1834 (5)
- Meximalus Boucek, 1993 (2)
- Micradelus Walker, 1834 (3)
- Micranisa Walker, 1875 (10)
- Micrognathophora Grandi, 1922 (1)
- Mimencyrtus De Santis, 1983 (1)
- Mirekia Boucek, 1988 (1)
- Miristhma Boucek, 1993 (2)
- Miscogaster Walker, 1833 (11)
- Miscogasteriella Girault, 1915 (9)
- Mnoonema Motschulsky, 1863 (1)
- Mokrzeckia Mokrzecki, 1934 (6)
- Monazosa Dzhanokmen, 1975 (1)
- Monoksa Boucek, 1991 (1)
- Moranila Cameron, 1883 (9)
- Morodora Gahan, 1933 (1)
- Muesebeckisia Hedqvist, 1969 (1)
- Muscidifurax Girault & Sanders, 1910 (6)
- Myrmicolelaps Hedqvist, 1969 (4)
- Nadelaia Boucek, 1993 (1)
- Nambouria Boucek, 1988 (2)
- Narendrella Sureshan, 1999 (1)
- Nasonia Ashmead, 1904 (4)
- Nazgulia Hedqvist, 1973 (1)
- Neanica Erdös, 1953 (1)
- Neapterolelaps Girault, 1913 (6)
- Neboissia Boucek, 1988 (2)
- Nedinotus Boucek, 1991 (1)
- Nefoenus Boucek, 1988 (1)
- Neocalosoter Girault & Dodd, 1915 (12)
- Neocatolaccus Ashmead, 1904 (14)
- Neocylus Boucek, 1988 (1)
- Neochalcissia Girault, 1920 (1)
- Neodipara Erdös, 1955 (3)
- Neoepistenia Hedqvist, 1959 (1)
- Neolelaps Ashmead, 1901 (2)
- Neolyubana Sureshan, 2006 (1)
- Neoperilampus Girault & Dodd, 1915 (1)
- Neopolycystus Girault, 1915 (2)
- Neosciatheras Masi, 1917 (1)
- Neoskeloceras Kamijo, 1960 (1)
- Neotoxeumorpha Narendran, 2002 (1)
- Nephelomalus Graham, 1956 (1)
- Nepistenia Boucek, 1988 (2)
- Nerotolepsia Girault, 1920 (1)
- Netomocera Boucek, 1954 (8)
- Nikolskayana Boucek, 1965 (1)
- Nodisoplata Graham, 1969 (2)
- Norbanus Walker, 1843 (36)
- Nosodipara Boucek, 1988 (2)
- Notanisus Walker, 1837 (11)
- Notoglyptus Masi, 1917 (5)
- Notoprymna De Santis, 1988 (1)
- Novitzkyanus Boucek, 1961 (1)
- Nuchata Boucek, 1988 (1)
- Oaxa Boucek, 1993 (1)
- Obalana Boucek, 1991 (1)
- Ogloblinisca Hedqvist, 1968 (3)
- Omphalodipara Girault, 1923 (2)
- Oniticellobia Boucek, 1976 (3)
- Oodera Westwood, 1874 (16)
- Oomara Delucchi, 1964 (1)
- Ophelosia Riley, 1890 (16)
- Oricoruna Boucek, 1979 (2)
- Ormocerus Walker, 1834 (3)
- Ormyromorpha Girault, 1913 (10)
- Otitesella Westwood, 1883 (20)
- Ottaria Hedqvist, 1974 (1)
- Ottawita Boucek, 1993 (1)
- Oxyglypta Förster, 1856 (1)
- Oxyharma Boucek, 1988 (2)
- Oxysychus Delucchi, 1956 (30)
- Pachycrepoideus Ashmead, 1904 (3)
- Pachyneuron Walker, 1833 (58)
- Pachyneuronella Girault, 1913 (1)
- Pandelus Förster, 1856 (2)
- Panstenon Walker, 1846 (14)
- Papuopsia Boucek, 1988 (2)
- Parabruchobius Risbec, 1951 (2)
- Paracarotomus Ashmead, 1894 (1)
- Paracerocephala Hedqvist, 1969 (1)
- Paracroclisis Girault, 1913 (1)
- Paradinarmus Masi, 1929 (1)
- Paraiemea Sureshan & Narendran, 1998 (2)
- Paralaesthia Cameron, 1884 (1)
- Paralamprotatus Liao, 1985 (2)
- Paralycisca Hedqvist, 1959 (1)
- Parasaphodes Schulz, 1906 (4)
- Parasycobia Abdurahiman & Joseph, 1967 (1)
- Paratomicobia Girault, 1915 (1)
- Parepistenia Dodd, 1915 (3)
- Paroxyharma Huang & Tong, 1993 (1)
- Patiyana Boucek, 1990 (1)
- Peckianus Boucek, 1975 (1)
- Pegopus Förster, 1856 (3)
- Peridesmia Förster, 1856 (4)
- Perilampella Girault & Dodd, 1915 (6)
- Perilampidea Crawford, 1913 (2)
- Perilampomyia Girault, 1916 (2)
- Perniphora Ruschka, 1923 (2)
- Pestra Boucek, 1988 (1)
- Petipirene Boucek, 1988 (1)
- Pezilepsis Delucchi, 1955 (2)
- Phaenocytus Graham, 1969 (1)
- Philocaenus Grandi, 1952 (24)
- Philosycella Abdurahiman & Joseph, 1976 (1)
- Philosycus Wiebes, 1969 (3)
- Philotrypesis Förster, 1878 (44)
- Philoverdance Priyadarsanan, 2000 (1)
- Plastobelyta Kieffer, 1906 (1)
- Platecrizotes Ferrière, 1934 (3)
- Platneptis Boucek, 1961 (1)
- Platygerrhus Thomson, 1878 (16)
- Platypteromalus Boucek, 1956 (1)
- Playaspalangia Yoshimoto, 1976 (1)
- Ploskana Boucek, 1976 (2)
- Plutothrix Förster, 1856 (28)
- Podivna Boucek, 1993 (1)
- Polstonia Heydon, 1988 (2)
- Premiscogaster Girault, 1933 (2)
- Procallitula De Santis, 1957 (1)
- Proglochin Philippi, 1871 (2)
- Promerisus Kieffer, 1910 (4)
- Propicroscytus Szelényi, 1941 (3)
- Propodeia Boucek, 1993 (1)
- Proshizonotus Girault, 1928 (19)
- Protoepistenia Gibson, 2003 (1)
- Pseudanogmus Dodd & Girault, 1915 (2)
- Pseudetroxys Masi, 1943 (1)
- Pseudocatolaccus Masi, 1908 (14)
- Pseudoceraphron Dodd, 1924 (6)
- Psilocera Walker, 1833 (28)
- Psilonotus Walker, 1834 (3)
- Psychophagoides Graham, 1969 (1)
- Psychophagus Mayr, 1904 (1)
- Pterapicus Dzhanokmen, 1974 (2)
- Pterisemoppa Girault, 1933 (3)
- Pteromalus Swederus, 1795 (480)
- Pterosemigastra Girault & Dodd, 1915 (2)
- Pterosemopsis Girault, 1917 (2)
- Ptinocida Boucek, 1993 (1)
- Pycnetron Gahan, 1925 (3)
- Pyramidophoriella Hedqvist, 1969 (2)
- Queenslandia Koçak & Kemal, 2008 (1)
- Quercanus Heydon, 1994 (2)
- Rakosina Boucek, 1956 (1)
- Raspela Boucek, 1993 (1)
- Rhaphitelus Walker, 1834 (3)
- Rhicnocoelia Graham, 1956 (13)
- Rhopalicus Förster, 1856 (11)
- Riekisura Boucek, 1988 (2)
- Rivasia Askew & Nieves-Aldrey, 2005 (1)
- Robertsia Boucek, 1988 (4)
- Rohatina Boucek, 1954 (3)
- Romanisca Hedqvist, 1959 (1)
- Roptrocerus Ratzeburg, 1848 (12)
- Scaphepistenia Gibson, 2003 (2)
- Sceptrothelys Graham, 1956 (9)
- Sciatherellus Masi, 1917 (1)
- Scutellista Motschulsky, 1859 (8)
- Schimitschekia Boucek, 1965 (2)
- Schizonotus Ratzeburg, 1852 (3)
- Sedma Boucek, 1991 (1)
- Seladerma Walker, 1834 (46)
- Selimnus Walker, 1842 (1)
- Semiotellus Westwood, 1839 (20)
- Sennia De Stefani, 1907 (1)
- Seres Waterston, 1919 (4)
- Shedoepistenia Gibson, 2003 (1)
- Sigynia Hedqvist, 1974 (1)
- Sirovena Boucek, 1988 (1)
- Sisyridivora Gahan, 1951 (1)
- Solenura Westwood, 1868 (6)
- Sorosina Dzhanokmen, 1993 (1)
- Spalangia Latreille, 1805 (61)
- Spalangiopelta Masi, 1922 (14)
- Spaniopus Walker, 1833 (11)
- Spathopus Ashmead, 1904 (4)
- Sphaeripalpus Förster, 1841 (10)
- Sphegigaster Spinola, 1811 (58)
- Sphegigastrella Masi, 1917 (2)
- Sphegipterosema Girault, 1913 (1)
- Sphegipterosemella Girault, 1913 (1)
- Spilomalus Graham, 1956 (4)
- Spinancistrus Kamijo, 1977 (1)
- Spintherus Thomson, 1878 (3)
- Spodophagus Delvare & Rasplus, 1994 (1)
- Staurothyreus Graham, 1956 (1)
- Stenetra Masi, 1931 (2)
- Stenomalina Ghesquière, 1946 (22)
- Stenoselma Delucchi, 1956 (3)
- Stictolelaps Timberlake, 1925 (2)
- Stictomischus Thomson, 1876 (31)
- Stichocrepis Förster, 1860 (1)
- Stinoplus Thomson, 1878 (9)
- Storeya Boucek, 1988 (2)
- Strejcekia Boucek, 1972 (2)
- Striatacanthus Gibson, 2003 (2)
- Sycoecus Waterston, 1914 (10)
- Sycophilodes Joseph, 1961 (2)
- Sycoscapter Saunders, 1883 (60)
- Sympotomus Brèthes, 1923 (1)
- Synedrus Graham, 1956 (2)
- Syntomopus Walker, 1833 (18)
- Systasis Walker, 1834 (57)
- Systellogaster Gahan, 1917 (8)
- Systolomorpha Ashmead, 1900 (4)
- Szelenyinus Boucek, 1974 (1)
- Tanina Boucek, 1976 (1)
- Tanzanicesa Koçak & Kemal, 2009 (1)
- Teasienna Heydon, 2004 (1)
- Telepsogina Hedqvist, 1958 (1)
- Termolampa Boucek, 1961 (1)
- Terobiella Ashmead, 1900 (12)
- Thaumasura Westwood, 1868 (37)
- Thektogaster Delucchi, 1955 (13)
- Theocolax Westwood, 1832 (8)
- Thinodytes Graham, 1956 (8)
- Thureonella Gijswijt, 1990 (1)
- Tomicobia Ashmead, 1899 (14)
- Tomicobiella Girault, 1915 (1)
- Tomicobomorpha Girault, 1915 (2)
- Tomicobomorphella Girault, 1915 (1)
- Tomocerodes Girault, 1916 (1)
- Toxeuma Walker, 1833 (19)
- Toxeumella Girault, 1913 (1)
- Toxeumelloides Girault, 1913 (2)
- Toxeumorpha Girault, 1915 (4)
- Tricolas Boucek, 1967 (2)
- Tricyclomischus Graham, 1956 (2)
- Trichargyrus Dzhanokmen, 1989 (1)
- Trichilogaster Mayr, 1905 (10)
- Trichokaleva Boucek, 1972 (1)
- Trichomalopsis Crawford, 1913 (55)
- Trichomalus Thomson, 1878 (70)
- Trigonoderopsis Girault, 1915 (3)
- Trigonoderus Westwood, 1832 (19)
- Trigonogastrella Girault, 1915 (2)
- Trinotiscus Boucek, 1988 (1)
- Tripteromalus Kieffer, 1910 (1)
- Tritneptis Girault, 1908 (11)
- Trjapitzinia Dzhanokmen, 1975 (1)
- Trychnosoma Graham, 1957 (2)
- Tsela Boucek, 1988 (1)
- Tumor Huang, 1990 (1)
- Uniclypea Boucek, 1976 (4)
- Uriellopteromalus Girault, 1915 (2)
- Urolepis Walker, 1846 (3)
- Urolycisca Roman, 1920 (3)
- Usubaia Kamijo, 1983 (1)
- Uzka Boucek, 1988 (1)
- Velepirene Boucek, 1988 (1)
- Veltrusia Boucek, 1972 (1)
- Vespita Boucek, 1993 (1)
- Vrestovia Boucek, 1961 (4)
- Walkerella Westwood, 1883 (6)
- Watshamia Boucek, 1974 (3)
- Watshamiella Wiebes, 1981 (6)
- Westra Boucek, 1988 (1)
- Westwoodiana Girault, 1922 (2)
- Wubina Boucek, 1988 (1)
- Xantheurytoma Cameron, 1912 (2)
- Xestomnaster Delucchi, 1955 (6)
- Xiphydriophagus Ferrière, 1952 (1)
- Yanchepia Boucek, 1988 (1)
- Yosemitea Boucek, 1993 (1)
- Yrka Boucek, 1988 (1)
- Yusufia Koçak & Kemal, 2008 (1)
- Zdenekiana Huggert, 1976 (4)
- Zeala Boucek, 1988 (1)
- Zebe La Salle, 2005 (3)
- Zolotarewskya Risbec, 1955 (8)